# Torres (Rio Grande do Sul)
Pour les articles homonymes, voir Torres.
Torres est une ville brésilienne du nord-est de l'État du Rio Grande do Sul.

## Géographie
Torres se situe à une latitude de 29° 20′ 06″ sud et à une longitude de 49° 43′ 37″ ouest, à une altitude de 16 mètres. Elle est séparée de l'État de Santa Catarina par le rio Mampituba.
Sa population était de 32 358 habitants au recensement de 2007. La municipalité s'étend sur 162 km2.
Torres fait partie de la mésorégion métropolitaine de Porto Alegre, capitale de l'État du Rio Grande do Sul, faisant partie de la microrégion d'Osório. La localité est située à 197 km au nord-est de Porto Alegre. L'accès s'y fait par les BR-101 et BR-453
De l'autre côté du rio Mampituba, se situe Passo de Torres dans l'État de Santa Catarina. C'est un centre de villégiature populaire et la population passe de 32 358 à 300 000 en été. Le 28 mars 2004, le seul cyclone tropical officiel de l'histoire de l'Atlantique Sud, le cyclone Catarina, frappa Torres avec des vents de 150 km/h ce qui causa des dommages sévères dans la région.
La commune de Torres doit son nom à l'existence de grands rochers d'origine volcanique formés de roches basaltiques de la période Jurassique-Crétacé, d'approximativement 140 millions d'années. Ces tours ("torres", en portugais) affleurent le bord de mer, donnant un aspect unique au littoral brésilien. Les principales : Torre do Norte (Morro do Farol), Torre do Centro (Morro das Furnas) et Torre do Sul (où se trouve la Plage de la Guarita).

## Description

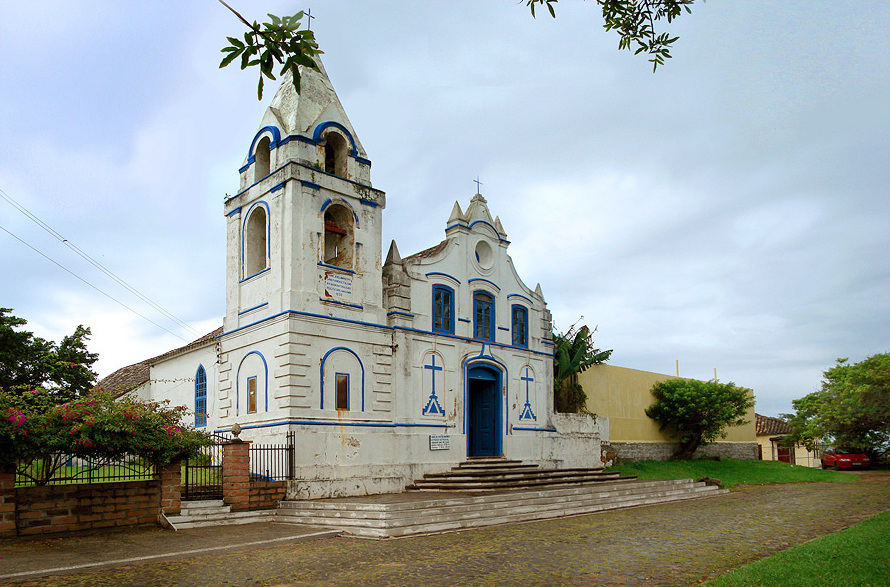
Église de Saint-Dominique

Le 21 mars 1878 est devenue une municipalité par une loi de l'État. C'est un important centre de villégiature avec plus de cinquante hôtels, restaurants et bars. Torres connait deux saisons marquées : de la fin d'octobre à avril, le climat est très chaud et sec (24 à 36 °C) alors que le reste de l'année, le temps est humide et doux (8 à 20 °C). La cuisine locale est internationale avec des influences méditerranéennes où les fruits de mer sont à l'honneur. 
Contrairement au reste de la côte de l'État de Rio Grande du Sul qui est une plage continue, on retrouve à Torres quatre formations rocheuses se jetant dans la mer. Ces murs ont presque 40 mètres de hauteur et contiennent des cavernes provenant de l'érosion des vagues. Elles sont connues localement comme les furnas. Le nom de la ville provient des trois tourelles (Torres) de basalte de cette formation.

## Attractions

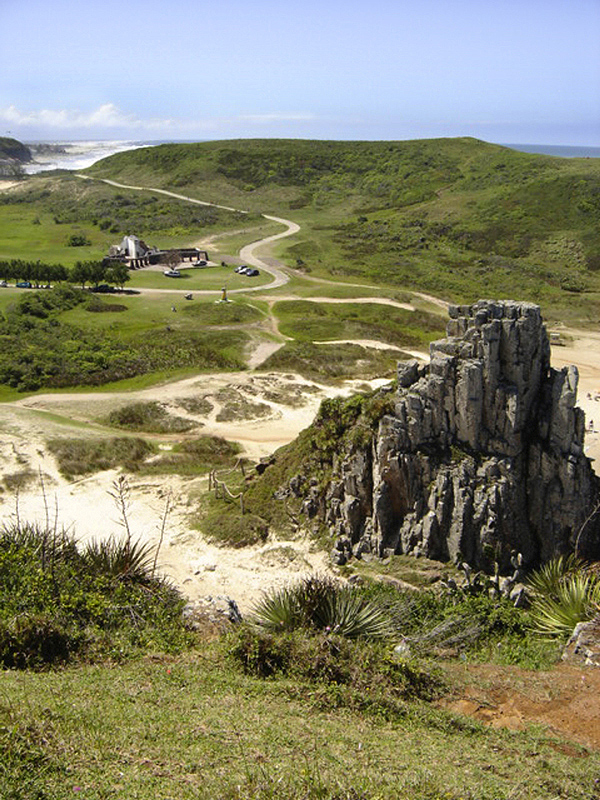
Parc de Guarita, une réserve de la biosphère

Torres possède plusieurs plages dont : Praia Grande, Itapeva (pieres concassés en tupi-guarani),  Guarita (entourée des trois tours "Centro", "Sul" et "Guarita"), Praia da Cal (800 mètres de long très bonne pour le surfing) et Prainha beach (ou Praia do meio). 
Il est possible de visiter l'ilha dos Lobos (« île des loups » en français), juste au large de la plage principale, à environ 1 700 mètres. On peut faire des randonnées en montagne dans la serra do Mar toute proche. La Furnas, aussi appelée do Meio (« tour du milieu ») est la plus haute des quatre tours. Elle se trouve à 600 mètres du phare.
Sur Praia Grande, 2 km de long, on peut voir en été les plaisanciers se baigner, prendre le soleil et jouer à différents sports comme le football, le volleyball, le surf, le kitesurf et plusieurs autres. Des spectacles sont également organisés sur Praia Grande.

## Montgolfières
Le Brésil est le pays d'Amérique latine qui compte le plus nombre d'amateurs de montgolfières. Il y a environ quarante-cinq ballons et trente polites licenciés dans trois clubs à São Paulo, Rio de Janeiro et Belo Horizonte. Depuis 1989, Torres organise un festival annuel de montgolfières et en 1995, lors du septième, la ville fut nommée la « capitale brésilienne de la montgolfière ».

## Villes voisines
- Arroio do Sal
- Dom Pedro de Alcântara
- Morrinhos do Sul
- Mampituba
- São João do Sul, dans l'État de Santa Catarina
- Passo de Torres, dans l'État de Santa Catarina